# Église Saint-Romain de Caldégas
L'église Saint-Romain de Caldegas (Sant Romà de Càldegues en catalan) est une 
église romane située au hameau de Caldégas à Bourg-Madame en Cerdagne dans le département français des Pyrénées-Orientales en région Occitanie.

## Historique
L'église Saint-Romain de Caldégas est mentionnée pour la première fois dans l'« Acte de Consécration de la Cathédrale de la Seu d'Urgell » au Xe siècle.
L'édifice roman actuel date du XIe siècle (sauf les deux chapelles latérales qui furent ajoutées au XVIIIe siècle et la sacristie qui date du XVIIIe siècle) et fait l'objet d'un classement au titre des monuments historiques depuis le 7 mars 1952.

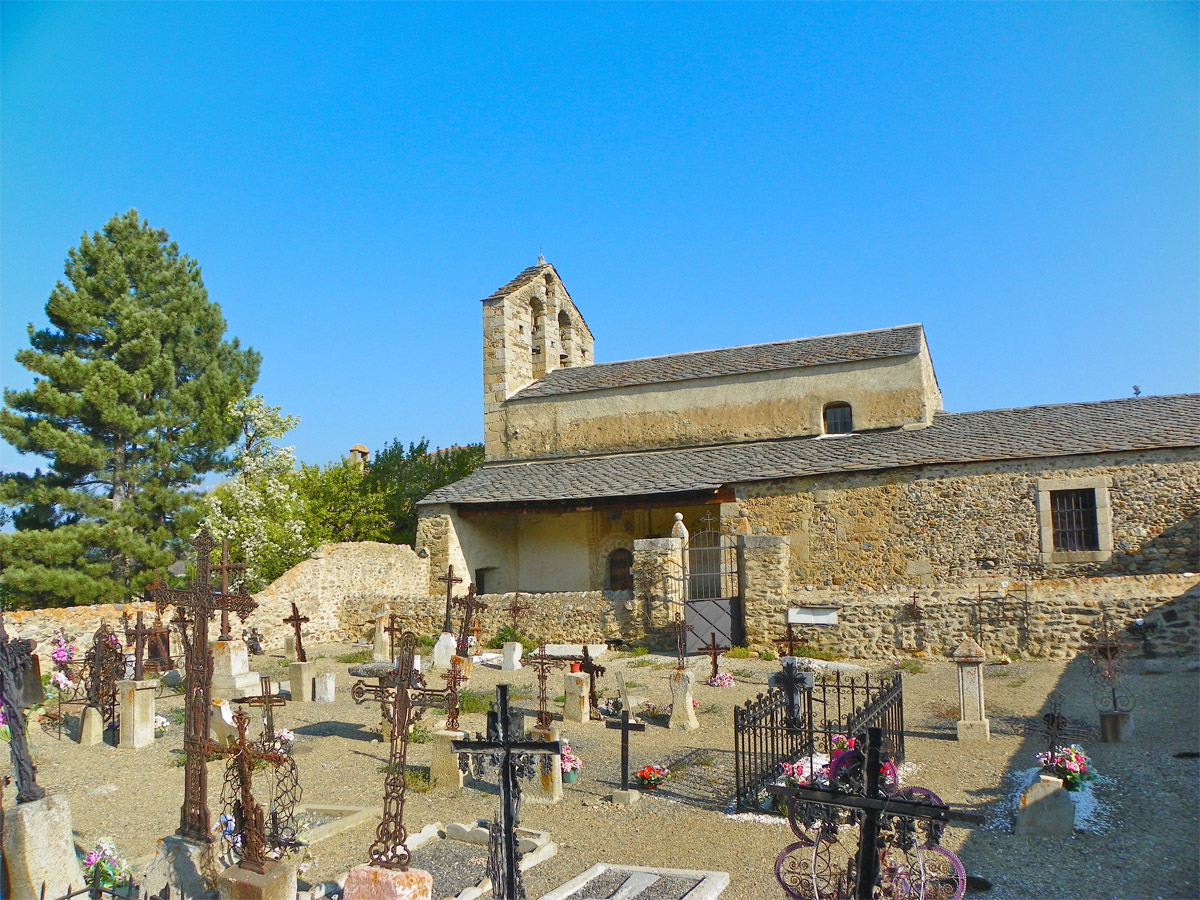
L'église vue du cimetière.

## Architecture
L'église Saint-Romain de Caldégas comporte un chevet caractéristique du « premier art roman » ou « premier âge roman » (souvent appelé art roman lombard).
Ce chevet, édifié en moellon comme tous les édifices du « premier âge roman », est composé d'une abside unique ornée de bandes lombardes (une bande lombarde est une surface de maçonnerie surmontée d'une arcature constituée d'arcs en plein-cintre et bordée latéralement par deux pilastres sans base ni chapiteau appelés lésènes). Chaque bande lombarde comporte trois arcs.
La façade occidentale est surmontée d'un clocher-mur à trois baies (dont deux baies campanaires) semblable à celui de l'église Saint-Fructueux de Llo, de l'église Saint-André d'Angoustrine et de la chapelle Notre-Dame-de-Belloc.
Du côté sud, l'église présente un portail surmonté de peintures, protégé par un large auvent.

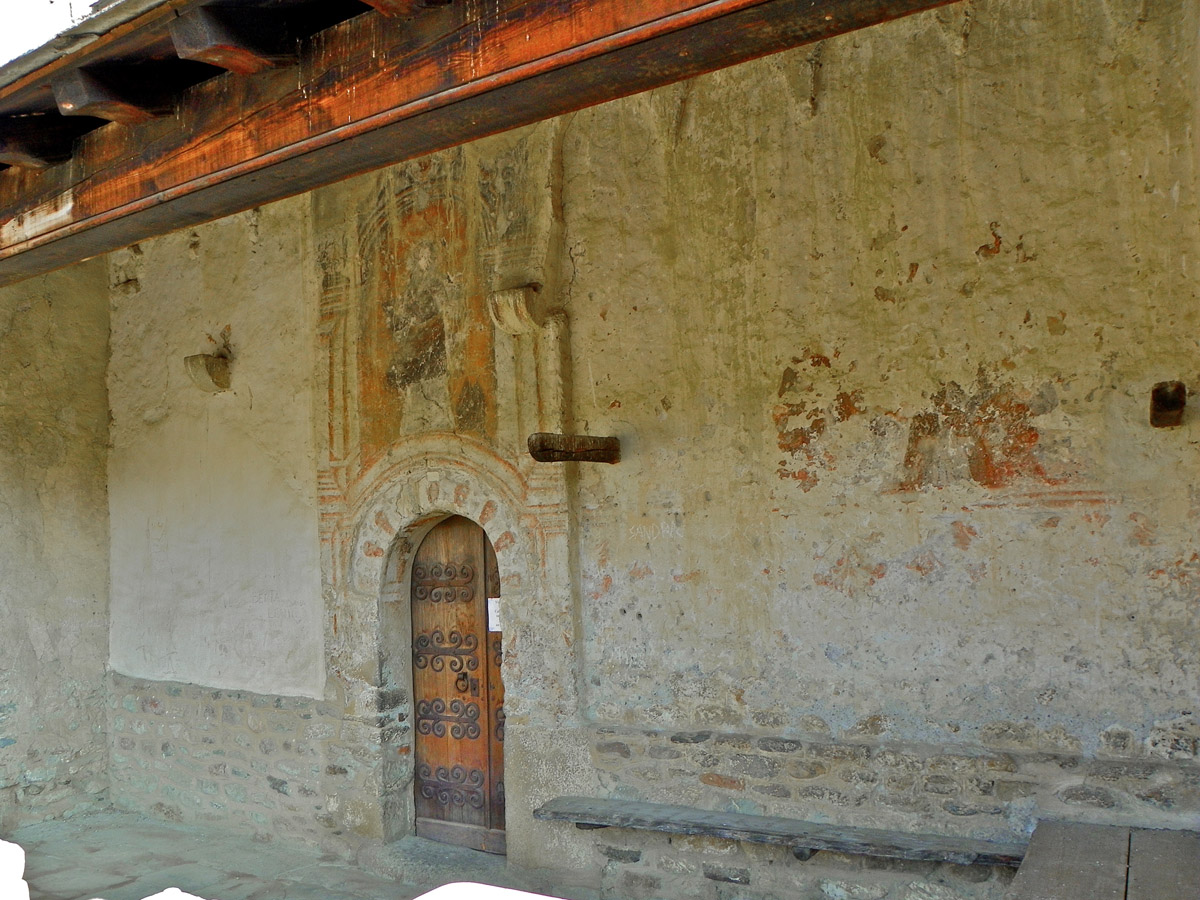
Le portail méridional.
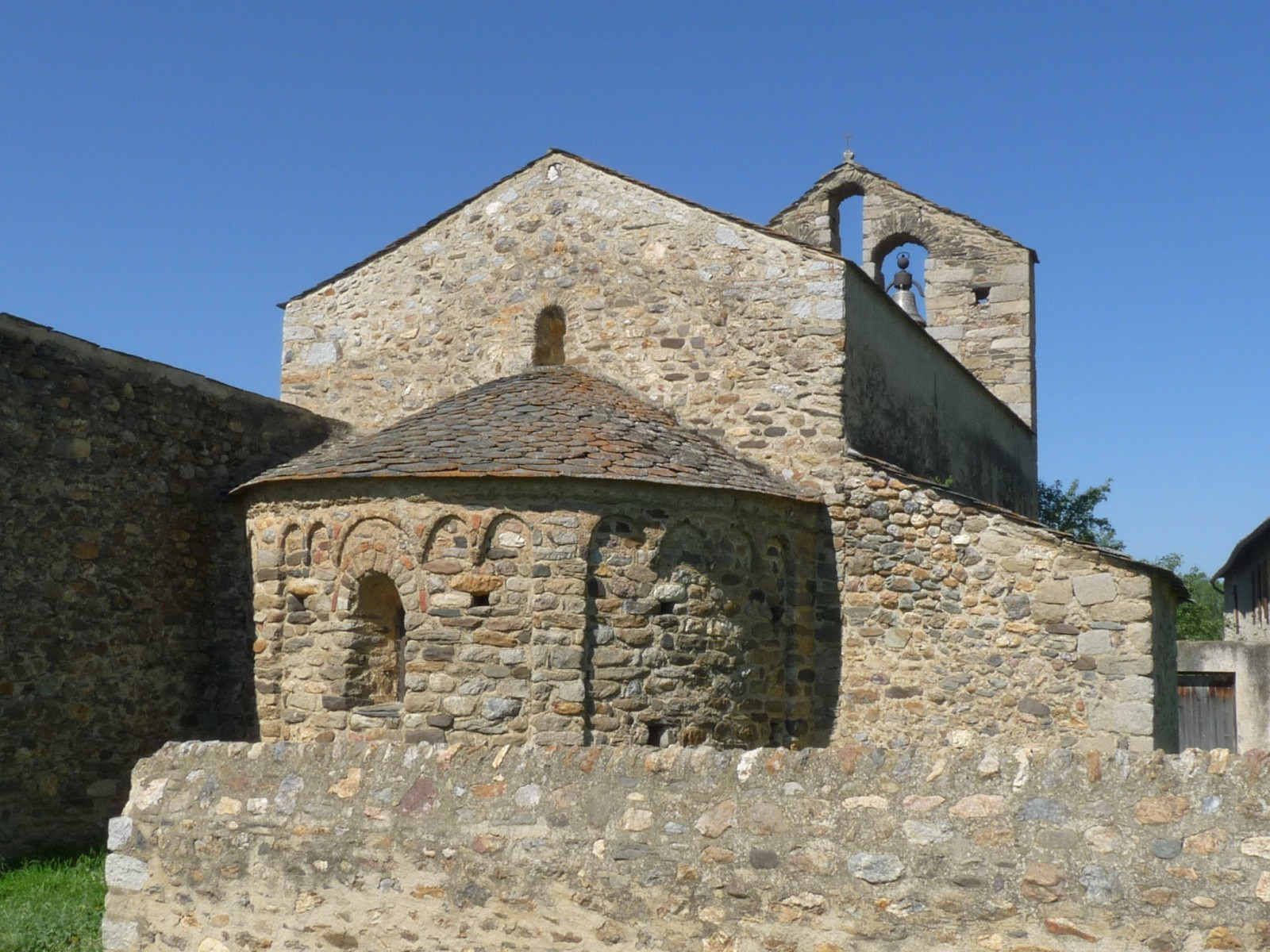
Le chevet.
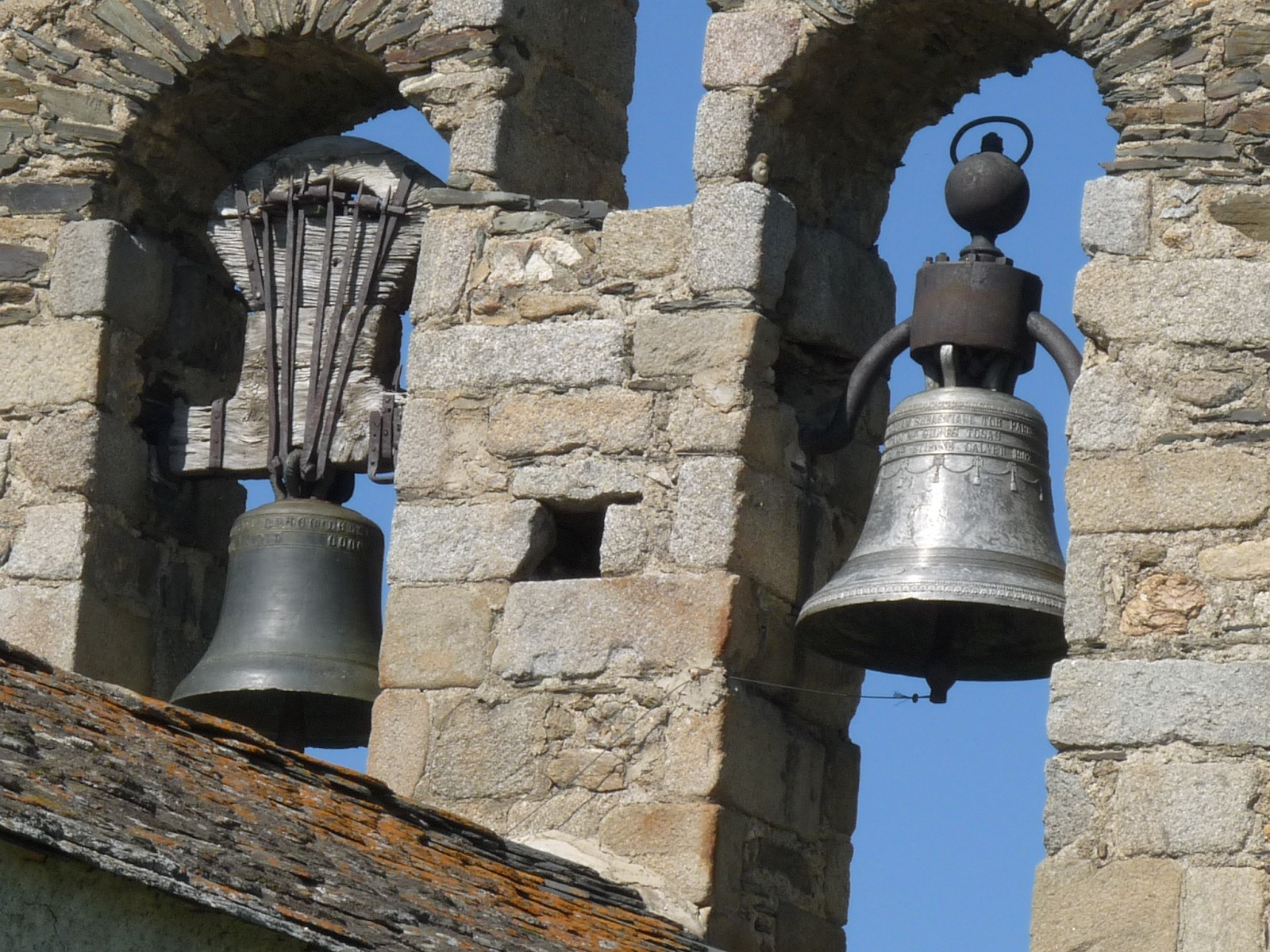
Baies campanaires.